# María Cotiello
María Cotiello Pérez (Gijón, 21 novembre 1982) è un'attrice spagnola, nota soprattutto per i suoi ruoli televisivi, ma attiva anche in campo cinematografico e teatrale.
Tra i suoi ruoli principali, figurano, tra l'altro, quello di Eva nella serie televisiva SMS, sin miedo a soñar (2006-2007), quello di Elena nella serie televisiva Le 13 rose (2007), quello di Matilde Roldán Caballero nella telenovela Amare per sempre (Amar en tiempos revueltos, 2008-2009), quello di Begoña Valverde nella serie televisiva Il sospetto (Bajo sospecha, 2015), ecc.

## Biografia
María Cotiello Pérez nasce a Gijón, nelle Asturie, il 21 novembre 1982, ma cresce a Grillero (Santa Cruz de Mieres, frazione del comune di Mieres).
Nel 2000, si trasferisce a Madrid per studiare recitazione presso la Real Escuela Superior de Arte Dramático.
Si fa conoscere al grande pubblico nel 2006, recitando nel ruolo di Eva nella serie televisiva SMS, sin miedo a soñar.
L'anno seguente consolida la propria popolarità presso il pubblico televisivo, entrando a far parte del cast di Amar en tiempos revueltos, telenovela di successo trasmessa da La 1, dove interpreta il ruolo di Matilde Roldán Caballero.

## Filmografia

### Cinema
- Almas perdidas - cortometraggio  (2008)
- Cielo rojo al amanecer - cortometraggio (2009)
- Un poema - cortometraggio (2010)
- Objetos perdidos - cortometraggio (2014)

### Televisione
- SMS, sin miedo a soñar - serie TV, 76 episodi (2006-2007)
- Le 13 rose - serie TV (2007)
- Amare per sempre (Amar en tiempos revueltos) - telenovela, 183 episodi (2008-2009)
- Hay alguien ahí - serie TV, 26 episodi (2009-2010)
- Los protegidos - serie TV, 15 episodio (2010-2011)
- La república (2012)
- Cuore ribelle - serie TV, 19 episodi (2012-2013)
- El ministerio del tiempo - serie TV, 1 episodio (2015)
- Il sospetto (Bajo sospecha) - serie TV, 8+ episodi (2015-…)

## Teatro (lista parziale)
- La danza de la muerte
- Viva el duque, nuestro dueño
- Presas

## Doppiatrici italiane
- Sabrina Duranti ne Il sospetto[4]